# Walter Lewis McVey

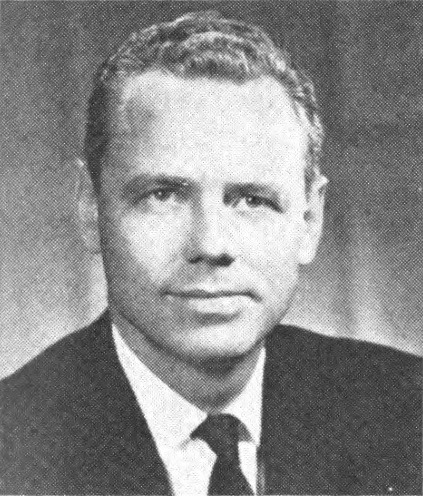
Walter Lewis McVey, 1961

Walter Lewis McVey, Jr. (* 19. Februar 1922 in Independence, Montgomery County, Kansas; † 10. September 2014 in Olathe, Kansas) war ein US-amerikanischer Politiker. Zwischen 1961 und 1963 vertrat er den dritten Wahlbezirk des Bundesstaates Kansas im US-Repräsentantenhaus.

## Werdegang
Walter McVey durchlief die öffentlichen Schulen und absolvierte im Jahr 1940 die High School. Danach besuchte er zwei Jahre lang das Independence Junior College. Seine Ausbildungszeit wurde durch den Zweiten Weltkrieg unterbrochen, an dem er zwischen 1943 und 1946 im Fliegerkorps der US-Armee teilnahm. Nach dem Krieg studierte er bis 1948 an der University of Kansas unter anderem Jura. Nach seiner Zulassung als Rechtsanwalt begann er in der Stadt Independence in seinem neuen Beruf zu arbeiten.
Politisch wurde McVey Mitglied der Republikanischen Partei. Im Jahr 1952 bewarb er sich erfolglos um die Nominierung seiner Partei für die anstehenden Kongresswahlen. Zwischen 1949 und 1952 war er Abgeordneter im Repräsentantenhaus von Kansas. Danach war er bis 1956 Richter am städtischen Gericht von Independence. Zwischen 1957 und 1960 gehörte McVey dem Senat von Kansas an.
1960 wurde McVey im dritten Distrikt von Kansas in das US-Repräsentantenhaus in Washington, D.C. gewählt, wo er am 3. Januar 1961 die Nachfolge von Denver David Hargis von der Demokratischen Partei antrat. Da er für die Wahlen des Jahres 1962 von seiner Partei nicht erneut nominiert wurde, konnte er bis zum 3. Januar 1963 nur eine Legislaturperiode im Kongress absolvieren.
Nach seiner Zeit im US-Repräsentantenhaus arbeitete McVey als Managementberater in Washington. Von 1964 bis 1965 war er Parteichef der Republikaner im Fulton County in Georgia. Ab 1965 praktizierte er in Atlanta, der Hauptstadt von Georgia, als Rechtsanwalt. McVey lehrte als Professor für politische Wissenschaften an der Georgia State University und der Mercer University. Von 1968 bis 2001 war er auch Dekan am DeKalb College. Zuletzt lebte er in Olathe, Kansas.